# 287433 de Groot
287433 de Groot è un asteroide della fascia principale. Scoperto nel 2002, presenta un'orbita caratterizzata da un semiasse maggiore pari a 3,124908 UA e da un'eccentricità di 0,196336, inclinata di 15,207893° rispetto all'eclittica.